# Xylotrechus nitidus
Xylotrechus nitidus är en skalbaggsart som först beskrevs av Horn 1860.  Xylotrechus nitidus ingår i släktet Xylotrechus och familjen långhorningar. Inga underarter finns listade i Catalogue of Life.